# Fraconalto
Fraconalto (until 1927, Fiaccone) là một đô thị ở tỉnh Alessandria trong vùng Piedmont của Italia, có vị trí cách khoảng 110 km về phía đông nam của Torino và khoảng 40 km về phía đông nam của Alessandria. Tại thời điểm ngày 31 tháng 12 năm 2004, đô thị này có dân số 332 người và diện tích là 15,8 km².
Fraconalto giáp các đô thị: Busalla, Campomorone, Mignanego, Ronco Scrivia, và Voltaggio.